# Holtasker
Holtasker är ett berg i republiken Island. Det ligger i regionen Suðurland, 210 km öster om huvudstaden Reykjavík. Toppen på Holtasker är 832 meter över havet, eller 52 meter över den omgivande terrängen. Bredden vid basen är 0,94 km.
Trakten runt Holtasker är nära nog obefolkad, med mindre än två invånare per kvadratkilometer. Det finns inga samhällen i närheten. Trakten runt Holtasker består i huvudsak av gräsmarker.